# گروت (شخصیت کمیک)
گروت (به انگلیسی: Groot) یک شخصیت خیالی ابرقهرمان در کتاب‌های کامیک منتشر شده توسط مارول کامیکس است. شخصیت گوروت توسط نویسنده استن لی و طراح جک کربی و دیک آیرز خلق شده‌است که برای اولین بار در شمارهٔ ۱۳ داستان‌های عجیب (نوامبر ۱۹۶۰) حضور پیدا کرد. او مخلوقی زیست فرازمینی، دارای ادراک و شبیه به درخت است و همچنین یکی از اعضای گروه نگهبانان کهکشان محسوب می‌شود. او در اولین حضورش می‌توانست به راحتی و به‌طور معمول صحبت کند، اما بعدها عمدتاً تنها جملهٔ «من گروت هستم» را تکرار می‌کند. اگرچه او این جمله را با تصریف‌های مختلف و معانی متفاوتی بیان می‌کند.
وین دیزل در فیلم‌های نگهبانان کهکشان (۲۰۱۴) و نگهبانان کهکشان بخش ۲ (۲۰۱۷) به صداپیشگی شخصیت گوروت پرداخته‌است. گروت قرار است در یک مجموعه تلویزیونی با نام من گروت هستم ظاهر شود که در ۲۰۲۲ منتشر خواهد شد.

## توانایی‌ها و قدرت‌ها
گروت مخلوقی دارای ادراک از گونهٔ فلورا کلوسوس در سیارهٔ اکس است. او قادر به جذب چوب و تغذیه از آن است و بواسطه آن توانایی افزایش قدرت، استقامت و بازسازی خویش را دارد. او قادر به کنترل درختان و استفاده از آن‌ها برای حمله به دشمنان است و همچنین به نظر می‌رسد در برابر آتش از خود مقاومت نشان می‌دهد. گروت به‌وسیلهٔ جوانه زدن قادر به افزایش بسیار زیاد جرم خود با رشد انبوه شاخ و برگ است اما از طرفی حرکت او به شدت کند و مهار می‌شود.
گروت با تراکم کافی چوب در بدنش به اندازه‌ای آسیب‌ناپذیر می‌شود که در برابر بیشتر جنگ‌افزارهای متعارف و آتش مقاوم است. گوروت توانایی فرمان و بکارگیری گیاهان و درختان را دارد و حتی قادر به دستور دادن به تمامی یک جنگل برای تبدیل شدن به ارتشی است. او همچنین قادر به خلق نسخه‌های مینیاتوری از خود است که تمام خاطرات او را نیز دارا می‌باشند و از آن‌ها برای احیای خود استفاده می‌کند. با توجه به اصل و نصب گوروت که برگرفته از شیره‌های گیاهی باستانی و از قلمهٔ خانه سلطنتی نخبگان محسوب می‌شود، او بهترین آموزش‌ها را از برترین و با استعدادترین آموزگارها دریافت کرده‌است. بدین سبب او دارای ضریب هوشی و درک فوق‌العاده بالایی است.